# 三股町立梶山小学校
三股町立梶山小学校（みまたちょうりつ かじやましょうがっこう）は、宮崎県北諸県郡三股町大字長田にある公立の小学校。三股町東部に位置している。

## 概要
歴史
1873年（明治6年）創立。現校名となったのは1948年（昭和23年）。2023年（令和5年）に創立150周年を迎えた。
校章
桜の花弁を背景にして、中央に校名の頭文字である「梶」の文字を配している。
校歌
作詞は妹尾良彦、作曲は佐藤禎治による。歌詞は4番まであり、2番の歌詞中に校名の「梶山」が登場する。
通学区域
三股町のうち、「梶山、田上」。中学校区は三股町立三股中学校。

## 沿革
- 1873年（明治6年）10月10日 - 現在地に「中原小学校」が創立。梶山・田上・餅原の児童を収容。初代校長に榎田秀栄が就任。
- 1888年（明治11年）- 三股小学校の校舎1棟を移築し、教室とする。
- 1886年（明治19年）4月 - 小学校令施行により、簡易科（3年制）を設置の上、「簡易中原小学校」と称する。
- 1890年（明治23年）5月 - 尋常科（4年制）を設置の上、「尋常中原小学校」と改称。
- 1892年（明治25年）4月 - 「中原尋常小学校」に改称。
- 1901年（明治34年）7月 - 全校舎を改築。
- 1889年（明治22年）5月1日 -  北諸県郡5村（宮、樺山、長田、餅原、蓼池）が合併の上、「三股村」が発足。
- 1907年（明治40年）2月 - 高等科（2年制）を併置[2]の上、「中原尋常高等小学校」（尋常科4年・高等科2年）に改称。
- 1908年（明治41年）
  - 4月1日 - 改正小学校令により、尋常科（義務教育年限）が4年制から6年制に改められる。これにより、旧高等科1年を尋常科5年、旧高等科2年を尋常科6年に改める。これにより高等科が廃止され、「中原尋常小学校」（尋常科6年・高等科なし）に改称。
  - 12月21日 - 統合により、「三股尋常高等小学校 中原分教場」となる。分教場は尋常科のみ設置（6年制）。
- 1913年（大正2年）8月 - 「中原尋常小学校」として独立。
- 1931年（昭和6年）8月 - 「梶山尋常小学校」に改称。
- 1941年（昭和16年）4月1日 - 国民学校令施行により、「三股村梶山国民学校」（初等科6年・高等科なし）と改称。尋常科を初等科に改める。
- 1947年（昭和22年）4月1日 - 学制改革により、国民学校初等科は新制小学校「三股村立梶山小学校」に改組・改称。
- 1948年（昭和23年）5月2日 - 町制施行により、「三股町立梶山小学校」（現校名）に改称。
- 1961年（昭和36年）1月 - 給食を開始。
- 1963年（昭和38年）10月 - 創立90周年を記念し、時計台を設置。
- 1966年（昭和41年）4月 - 三股町学校給食センターが完成。
- 1968年（昭和43年）4月 - プールが完成。
- 1971年（昭和46年）3月 - 体育館が完成。
- 1979年（昭和54年）3月 - 新校舎が完成。
- 1990年（平成2年）9月 - 校旗を新調。
- 1993年（平成5年）3月 - パソコン室の設備を完了。
- 2006年（平成18年）4月 - けやき学級を設置。
- 2011年（平成23年）3月 - 新体育館が完成。
- 2020年（令和2年）6月 -「正道館跡」に標柱を設置。
- 2022年（令和4年）1月 - 体育館に空調を設置。

## 交通
最寄りの鉄道駅
- JR九州 日豊本線 「三股駅」

最寄りのバス停留所
- 三股コミュニティバス（くいまーる） 「梶山小学校前」停留所

最寄りの幹線道路
- 宮崎県道33号都城北郷線・宮崎県道47号三股高城線 「梶山」交差点

## 周辺
- ひまわり保育園
- 矢ヶ渕公園
- 梶山城

## 参考資料
- 「三股町史」（1961年（昭和36年）6月8日, 三股町役場）p.335～p.337